# Eois punctata
Eois punctata är en fjärilsart som beskrevs av Paul Dognin 1913. Eois punctata ingår i släktet Eois och familjen mätare. Inga underarter finns listade i Catalogue of Life.